# ハンコック (空母)
ハンコック (USS Hancock, CV/CVA-19) は、アメリカ海軍の航空母艦。エセックス級航空母艦としては9番目に就役した。
エセックス級のうち艦首延長等の改修を踏まえて建造された艦は、非公式ながら「長船体型 ("long-hull group")」「タイコンデロガ級航空母艦」といった呼称・分類がなされることもあるが、「ハンコック」はその中で最初に竣工した。また、飛行甲板の短縮（艦首のボフォース 40mm機銃およびMk.51 射撃指揮装置の視界確保のため先端が切り詰められている）、飛行甲板左舷の切り欠き（左舷に設置するMk.37 砲射撃指揮装置の視界確保のため少しくびれた形状になっている）といった設計変更も実施されたが、この特徴は「ハンコック」と「タイコンデロガ」にのみ見られるものである。
艦名はアメリカ独立の功労者ジョン・ハンコックに因み、その名を持つ艦としては4隻目。「ファイティング・ハナ (Hannah) 」の愛称をもつ。

## 艦歴

### 就役まで
1943年1月26日にマサチューセッツ州クインシーのベスレヘム・スチール株式会社・フォアリバー造船所で起工、当初「タイコンデロガ」の艦名が予定されていたが、ジョン・ハンコック保険会社が資金援助を申し出た際、地元のクインシー（ジョン・ハンコックの生誕地でもある）で建造される空母にぜひハンコックの名を付けてほしいと要望があった。既にニューポート・ニューズ造船所で建造中の同型艦に「ハンコック」の艦名が付けられていたが、両艦の名前を交換することで解決した。こうして1943年5月1日に「ハンコック」に改名され、1944年1月24日にファニタ・ガブリエル・ラムゼイ（航空局長デウィット・C・ラムゼイ少将の妻）によって進水する。
1944年4月15日に初代艦長フレッド・C・ディッキー大佐の指揮下就役した。

### 第二次世界大戦

#### 1944年

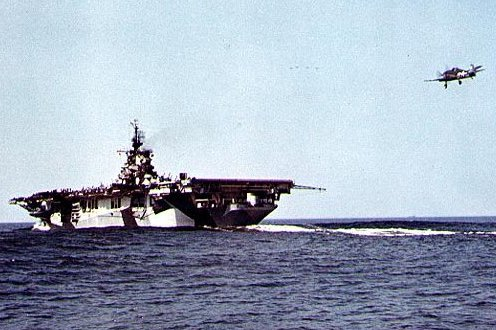
「ハンコック」所属のF6F戦闘機が着艦中

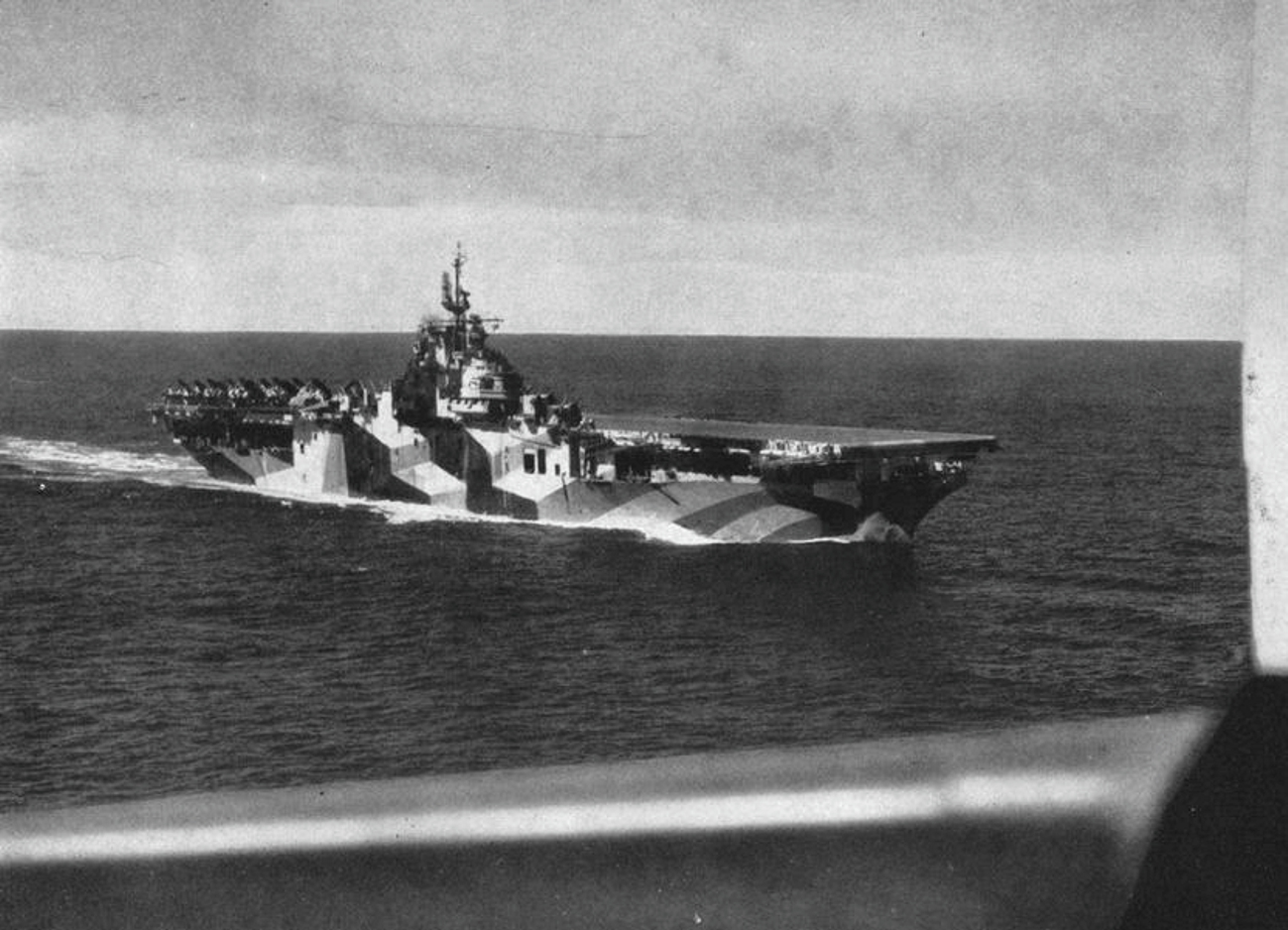
1944年撮影

「ハンコック」はボストン海軍造船所で艤装を完了後、トリニダードとベネズエラ沖で訓練航海を行い、7月9日にボストンに帰港する。7月31日にボストンを出港、パナマ運河とサンディエゴ経由で真珠湾に向かう。真珠湾を9月24日に出港し、10月5日にウルシー環礁でハルゼー提督の第3艦隊に合流する。
「ハンコック」は第38任務部隊（高速空母任務部隊）の中の第2群（第38.2任務群、ジェラルド・ボーガン少将指揮）に配属されることになり、マリアナ諸島西方375マイルの地点で合流する。同部隊はマーク・ミッチャー中将指揮のもと、沖縄、台湾、フィリピンの日本軍基地を攻撃するために集結中であった。日本海軍の航空戦力はマッカーサーのレイテ上陸当時麻痺状態にあった。艦隊が10月10日に沖縄沖に到着したとき、「ハンコック」の艦載機は沖縄の離着陸場と輸送部隊に攻撃を加えるため発艦した。攻撃機は7機の敵航空機を破壊し、潜水艦母艦、12台の魚雷艇、2台の小型潜水艇、4台の貨物船といくつかの小舟の破壊を支援した。10月12日には台湾の日本軍基地で6機を撃墜、地上で9機を破壊した。また、貨物船一隻を撃沈、三隻を破壊している。
台湾沖航空戦で「ハンコック」も日本機の攻撃を受け、爆弾の一発は左舷艦首付近に落下、一発は機銃座を貫通して水中で爆発したが、特に損傷はなかった。その後、レイテ上陸支援のためフィリピンへ向かう。10月18日にルソン島北部、翌日にセブ島やネグロス島等の各所飛行場を襲撃。20日にウルシー環礁に後退したが、そこで当時休養・補給中であった第38.1任務群（ジョン・マケイン中将指揮）に所属換えとなった。
レイテ沖海戦では栗田健男中将の艦隊がレイテ湾に向かいつつある情報を受け、任務群は休養を切り上げて攻撃に参加し、「ハンコック」は僚艦の「ホーネット (USS Hornet, CV-12) 」および「ワスプ (USS Wasp, CV-18) 」とともに栗田艦隊に打撃を加えた。海戦後、10月29日に第38.2任務群への所属に戻った。第38任務部隊の指揮はミッチャーからマケインへ交代し、ハンコックは11月17日に任務部隊の旗艦となった。
11月25日、襲来した特攻機のうち1機が「ハンコック」へ突入を試み、対空砲火により機体は空中で爆発したものの、主翼等の破片が飛行甲板に落下して火災を引き起こした。しかしながら迅速・的確な消火活動により被害は最小限に抑えられた。27日にウルシーへ戻り、ミンドロ島の上陸部隊に対し予想される特攻攻撃を防ぐため、ルソン島の日本軍飛行場に対する哨戒任務に出発する。12月17日に任務部隊はコブラ台風に遭遇し大被害を被ったが、「ハンコック」は飛行甲板まで大波を受けたものの被害はなかった。12月24日にウルシーに戻り、6日後にフィリピン北部および台湾の飛行場への攻撃のため出発した。

#### 1945年
1月10日より南シナ海へ向かい、フランス領インドシナ沿岸（ベトナム）での船団への攻撃、続いて海南島および香港の港への攻撃を行った。

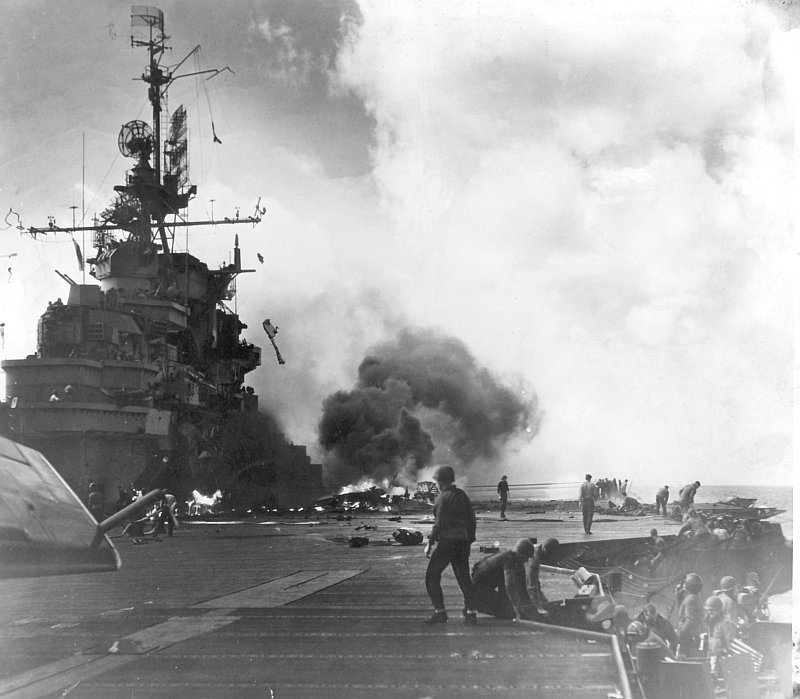
1945年1月21日の艦載機の事故

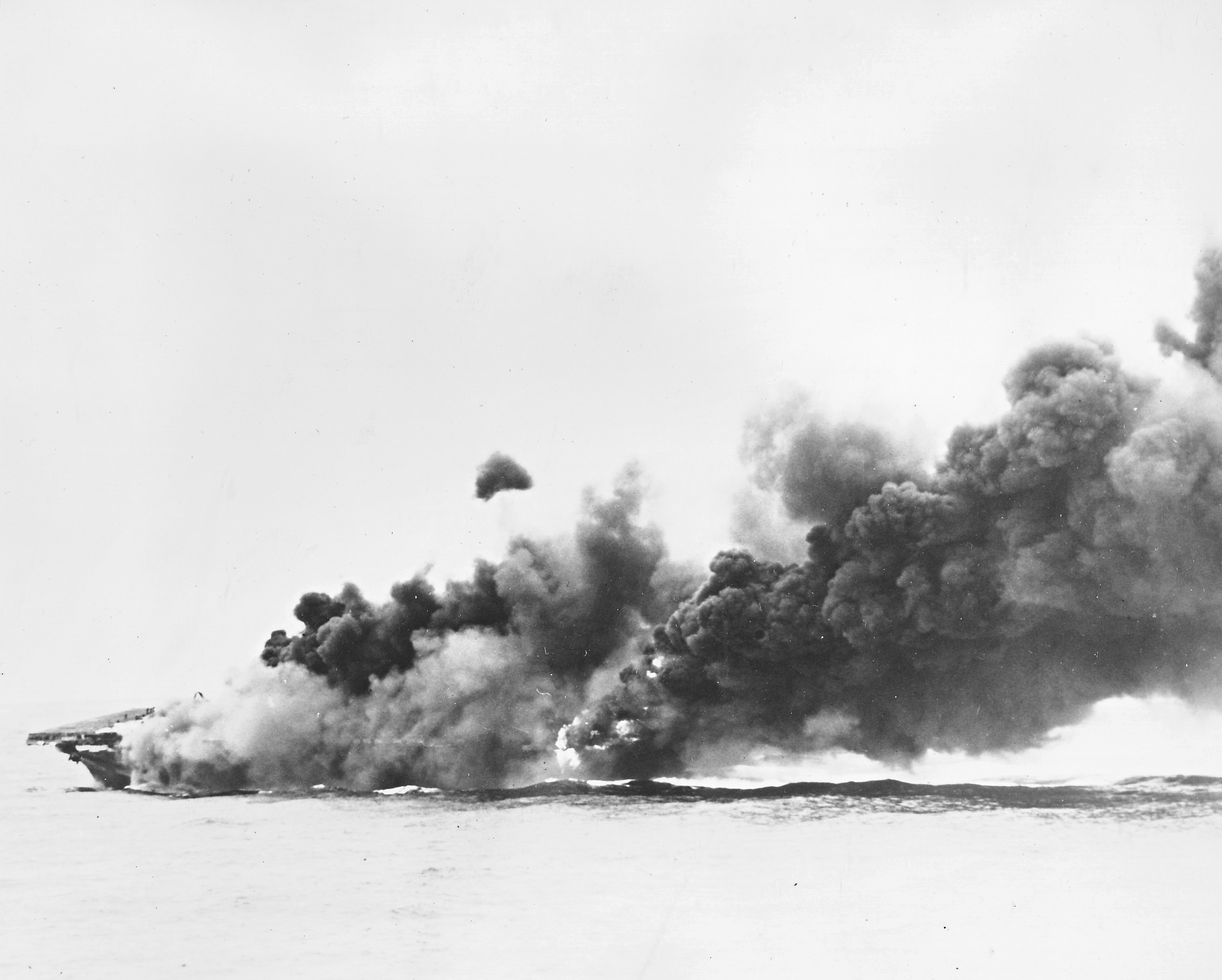
4月7日、特攻機の突入を受け炎上

1月21日、TBM雷撃機が台湾の港への攻撃任務を終え着艦した際、搭載していた500ポンド爆弾が爆弾倉から落下して飛行甲板上で爆発した。被害は下の格納庫にまで及び、50人が死亡、75人が負傷した。しかし火災は速やかに消し止められ、まだ空中にある他の艦載機の収容に移った。25日にウルシーに帰投、翌日指揮官の交代に伴い機動部隊は第58任務部隊へと再編成された。じ後、硫黄島攻略および沖縄攻略に参加する。
3月20日、「ハンコック」が駆逐艦「ハルゼー・パウエル (USS Halsey Powell, DD-686) 」に燃料補給していた際、再び特攻機の襲撃を受ける。前回と同じく対空砲火により機体は空中で爆発したものの、破片と爆弾が両艦に降り注いだ。
4月7日、沖縄水上特攻作戦に出撃した戦艦「大和」に対し、僚艦の「エセックス (USS Essex, CV-9) 」等と共同して艦上機群による攻撃を行う（坊ノ岬沖海戦）。しかし同日、「ハンコック」も特攻機により損害を受ける。特攻機は「ハンコック」の飛行甲板で待機中の艦載機群に突入、爆弾は左舷カタパルト付近で飛行甲板を貫通して爆発した。飛行甲板および格納庫両方で艦載機が誘爆し、62人が死亡、71人が負傷したが、懸命の消火活動により1時間半以内に鎮火して戦闘行動に復帰することができた。
「ハンコック」は4月9日に部隊を離れて真珠湾に向け出発し、そこで修理を受けた。修理完了後、一時的に訓練任務に従事し、6月13日に戦線へ復帰してウェーク島への攻撃に参加、7月下旬には呉軍港空襲に参加する。
8月10日には、岩手県稗貫郡花巻町（現：花巻市）を空襲した。
終戦後の8月25日に「ハンコック」の艦載機は日本国内の捕虜収容所へ医薬品などを投下した。
9月2日に戦艦「ミズーリ (USS Missouri, BB-63) 」艦上で日本の降伏調印式が行われたとき、「ハンコック」の艦載機は上空を飛行した。「ハンコック」は東京湾に1945年9月10日入港し、9月30日に出港、途中沖縄で1,500名を乗艦させカリフォルニア州サン・ペドロに向かい10月21日に到着した。
その後、サン・ペドロでマジック・カーペット作戦に参加し、ゼーアドラー湾、マヌス州、アドミラルティ諸島に向けて11月2日へ出航した。帰路においては4,000名を乗艦させ、12月4日にサンディエゴに到着する。一週間後に二度目の輸送任務に着手し、3,773名をマニラで乗艦させカリフォルニア州アラメダに1946年1月20日に到着した。サンディエゴで2月18日に第7航空団を乗艦させると、カリフォルニア沖で作戦任務に従事する。サンディエゴを3月11日出港、二個航空団のパイロットを真珠湾で乗艦させサイパンに向かい4月1日に到着する。サイパンで別の二個航空団のパイロットを乗艦させ、グアムで航空機の貨物を積む込むと真珠湾からアラメダに向けて出港し、4月23日に到着している。

### 近代化

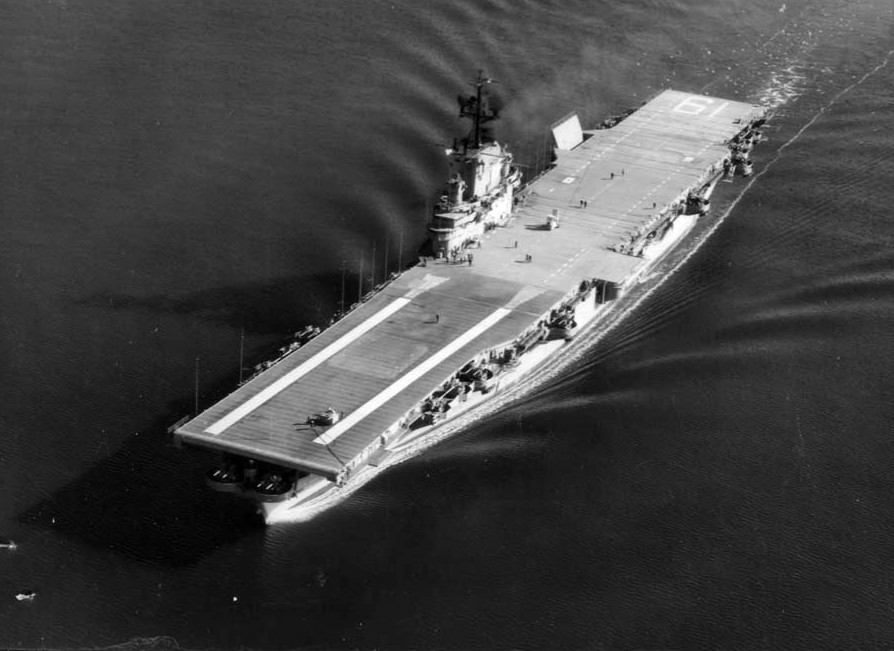
SCB-27C改装を受けた「ハンコック」（1954年）

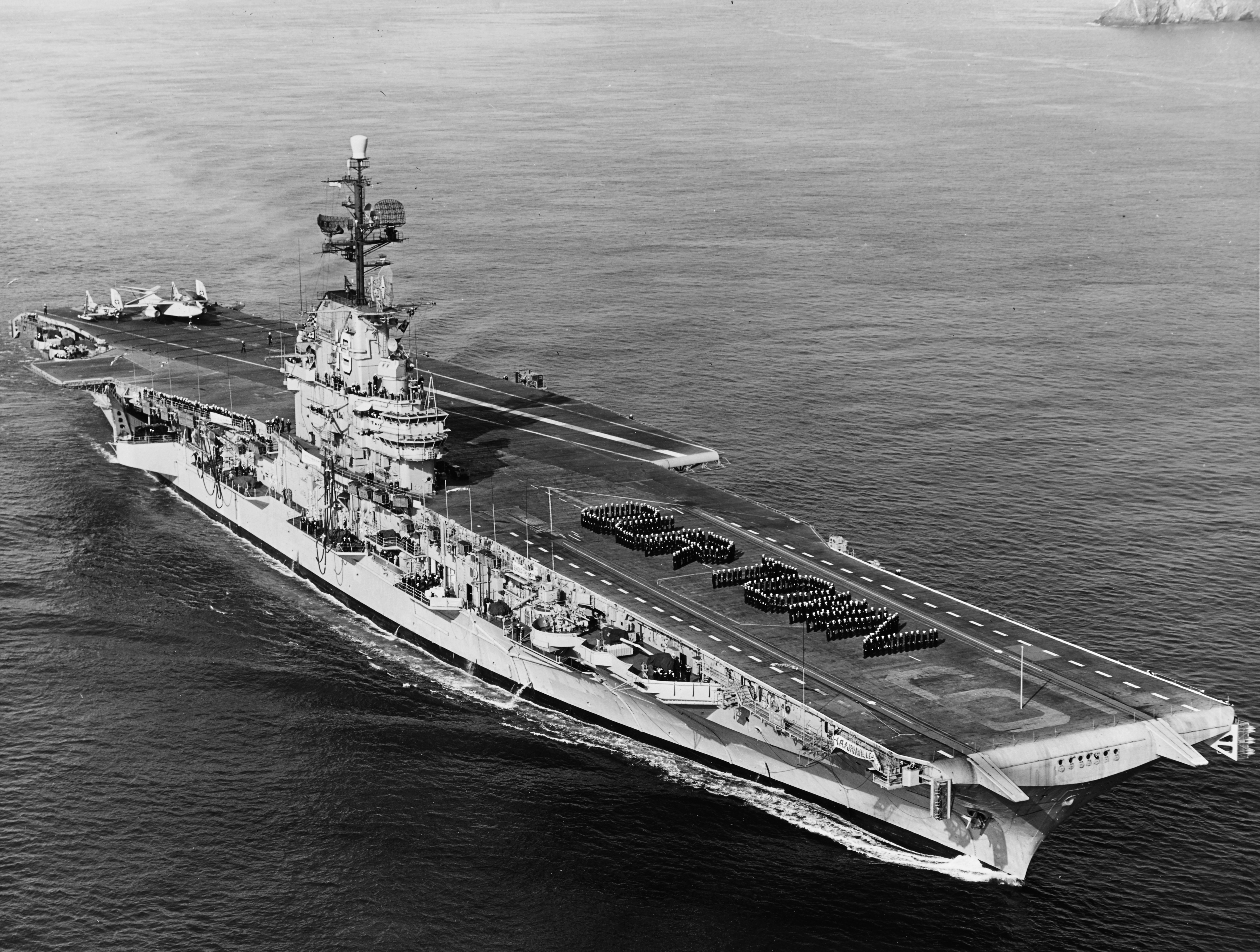
SCB-125改装を受けた「ハンコック」（1957年）

第二次大戦後の海軍の縮小に伴い、「ハンコック」も他の同型艦の多くと同様に予備役に編入される。ワシントン州シアトルに向かい不活性化に向け待機した後、1947年5月9日よりブレマートンのピュージェット・サウンド海軍造船所でモスボール処理のうえ保管される。
「ハンコック」はSCB-27C改装により近代化することが決定し、1951年12月15日よりピュージェット・サウンド造船所で改装工事が行われる。同改装は、SCB-27改装を基礎としてさらにジェット戦闘機に対応する強力な蒸気カタパルト等の新機軸を盛り込んだものである。「ハンコック」は同改装を受けた最初の艦であり、蒸気カタパルトを備えた初のアメリカ空母となった。また、本艦を含む7隻はエセックス級の中で航空機運用能力が特に高くなったことから、非公式ながらハンコック級と分類されることもある。
「ハンコック」は1952年10月1日に CVA-19 （攻撃空母）に艦種変更され、1954年2月15日にW. S. バッツ艦長の指揮下再就役した。1954年5月7日にサンディエゴを出港し、カリフォルニア沖で作戦活動に入る。6月17日には蒸気カタパルトを用いた史上初のジェット戦闘機発艦を行っている。1955年8月10日に第7艦隊の一部として沖縄からフィリピンにかけての海域で作戦活動を行い、シースパロー、レギュラスミサイルの発射実験及びカットラスの運用実験を行った。1956年3月15日にサンディエゴに帰還し4月13日に一時退役、アングルド・デッキ装着等を盛り込んだSCB-125改装に入る。
「ハンコック」は1956年11月15日に再就役し、サンディエゴ沖で1957年4月6日まで訓練を行う。その後極東、ハワイに向けて出港し、1957年9月18日にサンディエゴに帰還、1958年2月15日に再び日本に向けて出港する。1958年8月の第二次台湾海峡危機では強力な空母機動部隊の一部として警戒を行った。10月2日にサンディエゴに帰還し、サンフランシスコ海軍造船所でオーバーホールに入る。オーバーホール後はサンディエゴで訓練任務に従事、その後1959年8月1日に再び第7艦隊に加わり、ラオス問題で東南アジア水域でのアメリカ軍の存在を誇示した。1960年1月18日にサンフランシスコに帰還し2月初めに出港、月からの極超短波を受信する通信実験（Operation Moon Bounce）に参加した。8月には第7艦隊と共にラオス沖に展開し、同水域の緊張が緩和するまで日本からフィリピンにかけての範囲で作戦活動に従事する。
「ハンコック」は1961年3月にサンフランシスコへ戻り、続いてピュージェット・サウンド海軍工廠でオーバーホールを行い新型電子機器の装備及び多くの改修を行った。その後1962年2月2日に再び極東へ出航、ラオスと南ベトナムでの危機が増大すると南シナ海でのパトロールを行った。6月には金門島と馬祖島に向かい、その後日本沿岸で訓練活動を行う。1962年10月7日にサンフランシスコに帰還し、ハワイへの短期間の航海の後1963年6月7日に再び極東へ出航した。

### ベトナム戦争
「ハンコック」は韓国沿岸での防衛演習に参加した後、1963年11月に南ベトナムでクーデターが生じると沖合に展開した。その後1964年1月16日にハンターズ・ポイント海軍造船所入りして新型射撃システム、船体補修、アルミ製の飛行甲板を装着する近代化改修を行う。1964年6月2日に艦歴20周年をサンディエゴで祝った。その後ハワイへの訓練航海を行い、1964年10月21日にアラメダを出航して第七艦隊に加わり作戦行動に入る。
「ハンコック」は11月19日に日本に到着した後に、トンキン湾のヤンキー・ステーションでのパトロールを行った。1965年春の初めに帰還するまでベトナム水域で作戦活動（フレイミング・ダート作戦）に従事する。
11月に再び交戦地帯へ向かう。12月16日にベトナム沖でパトロールを行い、その後1966年8月1日にアラメダに帰還するまで、香港、フィリピン、日本での短期休養を挟みつつ、艦載機による敵基地攻撃を行っている。この間の功績により海軍部隊栄誉章を受章している。
西海岸沖での作戦行動後、「ハンコック」は1967年初めにベトナムへ戻り北ベトナム軍への攻撃を再開した。1967年前半の作戦活動後、7月22日にアラメダに戻り速やかに戦闘に戻るための準備を行う。
「ハンコック」と空母「オリスカニー (USS Oriskany, CVA-34) 」「レンジャー (USS Ranger, CVA-61) 」の艦載機は、1970年11月21日、22日に非武装のアメリカ軍偵察機が攻撃されたことを受けて、19度線以南の北ベトナム軍対空、ミサイル陣地への攻撃を行った。「ハンコック」と「レンジャー」「キティホーク (USS Kitty Hawk, CVA-63) 」は1971年5月10日までヤンキー・ステーションに留まり空母「ミッドウェイ (USS Midway, CVA-41) 」と交代した。

「ハンコック」は空母「コーラル・シー (USS Coral Sea, CVA-43) 」と共に、北ベトナム軍が南ベトナムに侵入（「グエン・フエ攻勢」または「イースター攻勢」）した1972年3月30日までにヤンキー・ステーションに帰還していた。北ベトナム軍の侵攻に応じてハンコックと僚艦の艦載機はオペレーション・フリーダム・トレインに参加し北ベトナムの軍事目標に対する攻撃を行った。攻撃は4月末までに北緯20°25'以南の地域をカバーし、4月25日から30日までハンコックの艦載部隊 VA-55、VA-164、VA-211 の所属機はコントゥム省とプレイクの周辺地域に対して攻撃を行った。

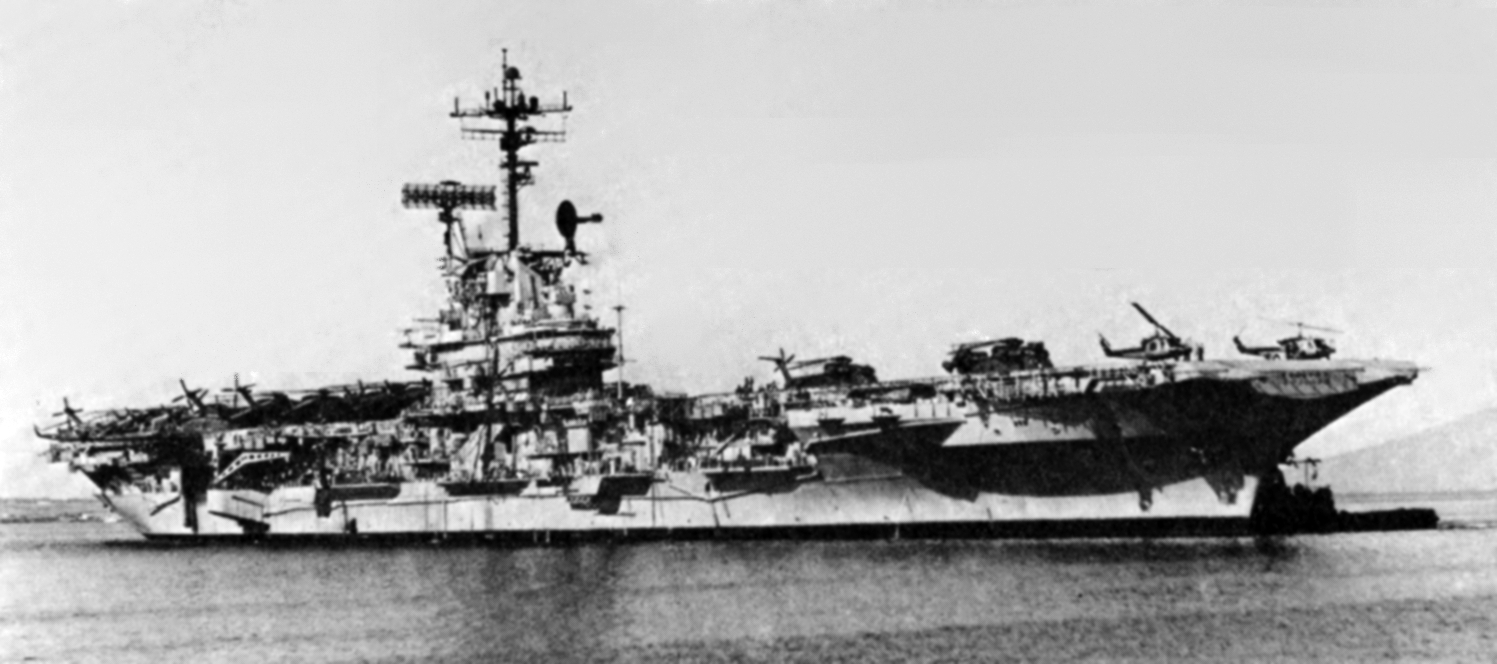
フリークエント・ウィンド作戦より帰投（1975年）

「ハンコック」は1975年に再び南ベトナム水域に展開した。スービック海軍基地を3月23日出港し、「ハンコック」は空母「コーラル・シー」「ミッドウェイ」「エンタープライズ (USS Enterprise, CVAN-65) 」および強襲揚陸艦「オキナワ (USS Okinawa, LPH-3) 」と共に北ベトナムの進攻を受けたサイゴンから避難民を救助するフリークエント・ウィンド作戦に従事、アメリカ人1,373名、他国人6,422名を救援した。本作戦は、エセックス級の参加する最後の実戦任務となった。5月12日から14日にかけて、マヤグエース号事件への対応のため待機状態にあった。

### 退役
「ハンコック」は1976年1月30日に退役した。その翌日除籍され、1976年9月1日に防衛再利用マーケティングサービス（Defense Reutilization and Marketing Service, DRMS）によってスクラップとして売却された。
「ハンコック」は第二次世界大戦中の戦功で海軍部隊栄誉章と４つの従軍星章を、ベトナム戦争中の戦功で海軍部隊栄誉章と11の従軍星章を受章した。